# Funaria polaris
Funaria polaris là một loài Rêu trong họ Funariaceae. Loài này được Bryhn mô tả khoa học đầu tiên năm 1907.